# Procoptodon
Procoptodon es un género extinto de marsupiales diprotodontos de la familia Macropodidae que vivieron en Australia durante el Pleistoceno. Procoptodon goliah fue el canguro más grande que haya existido, de pie medía aproximadamente 2 metros de alto. y pesaba cerca de 230 kg Sin embargo otros miembros del género son mucho menores, y la especie Procoptodon gilli se encontraba entre los más pequeños de los canguros Sthenurinae, midiendo un metro de altura.
Estos canguros gigantes de cara corta tenían los ojos apuntando hacia adelante. En los pies poseían solo un dedo largo puntiagudo en forma de flecha. Con estos extraños pies se movían rápidamente por los bosques y praderas, donde comían pastos y hojas. Sus garras delanteras eran igualmente curiosas: en cada mano tenían dos dedos muy alargados con grandes garras. Posiblemente se usaban para acercarse las hojas de las ramas de los árboles dentro de cierta distancia. Se piensa que su robusta arquitectura craneal y su hocico acortado están relacionados con el desarrollo de unos grandes músculos maseteros usados para masticar. El microdesgaste dental de P. goliah apoya la idea de que su dieta era de ramoneo, aunque los datos de isótopos estables sugieren que su dieta consistía de plantas que utilizaban una forma fotosintética C4, típicamente asociado con los pastos. Sin embargo en este caso las plantas de sal quenopodioideas halladas a través de las regiones semiáridas de Australia son consideradas como una fuente más probable del rastro de C4.
Este género se extinguió hace 50.000 años pero hay evidencia de que pudieron vivir hasta hace 18.000 años. Se cree que su extinción pudo ser debida a la mano del hombre pero es incierto. Su pariente vivo más cercano es el walabí liebre rayado (Lagostrophus fasciatus).
Los fósiles de este animal se han encontrado en el sur y este de Australia. Hay un esqueleto completo en exhibición junto con otros animales nativos de Australia en el Museo Australiano. El género es considerado parafilético, derivado de Simosthenurus.
A diferencia de los canguros modernos, los cuales son saltadores plantígrados a altas velocidades y usan sus colas en una locomoción pentápoda a bajas velocidades, es posible que Procoptodon fuera un bípedo ungulígrado, caminando en una forma que se asemejaba en algo a los homínidos.